# Хом'яков Олексій Степанович
Олексі́й Степа́нович Хом'яко́в (також Хомяко́в; рос. Алексей Степанович Хомяков; нар.1 травня 1804 року — пом. 23 вересня 1860 року) — російський філософ, поет, публіцист. Ідеолог слов'янофільства в Російській імперії. Свої погляди він виклав у статтях «Про старе та нове» (рос. О старом и новом, 1839 рік), «Про сільські умови» (рос. О сельских условиях, 1842 рік), «Ще раз про сільські умови» (рос. Еще раз о сельских условиях, 1842 рік) та незакінченому опусі «Записки про всесвітню історію» (рос. Записки о всемирной истории, 1838—1860 рр.). Написав також історичні драми «Єрмак» (1825 рік) та «Дмитро Самозванець» (1842 рік ?). Член-кореспондент Петербургської Академії наук (з 1856 року).
Помер 23 вересня (5 жовтня) 1860 року в селі Спешнево-Івановському Рязанської губернії від холери.